# Unternehmen Gastwirt
Das Unternehmen Gastwirt war ein abgebrochener deutscher Plan der Abwehr, der im Herbst 1941 ausgearbeitet wurde, um zwei irische Abwehragenten zu einer großen Sabotageoperation gegen wichtige rüstungswirtschaftliche Ziele in den Raum London zu schleusen.
Einer der beiden Agenten war John Codd, ein irischer Staatsbürger, der 1940 während seines Militärdienstes in der britischen Armee gefangen genommen wurde. Während der Funk- und Sabotageausbildung für das Unternehmen Gastwirt wurde der Plan abgebrochen, da die deutschen Bemühungen fehlschlugen, noch mehr geeignete Iren zu rekrutieren. Die Ausbildung erfolgte im Lager Friesack.